# Barbara Zbroińska
Barbara Alina Zbroińska (ur. 1954) – polska ekonomistka i nauczyciel akademicki, prorektor Uniwersytetu Jana Kochanowskiego w Kielcach w kadencjach 2012–2016 i 2016–2020.

## Życiorys
Ukończyła z wyróżnieniem studia na Akademii Ekonomicznej w Katowicach. Rozprawę doktorską obroniła na Wydziale Handlu Wewnętrznego Szkoły Głównej Planowania i Statystyki w Warszawie. Stopień naukowy doktora habilitowanego uzyskała w 2012 na Uniwersytecie Ekonomicznym w Krakowie w oparciu o dorobek naukowy oraz pracę Koszty transakcyjne skarbowości. Analiza instytucjonalna kontraktów skarbowych. Specjalizuje się w makroekonomii i finansach publicznych.
Po ukończeniu studiów zatrudniona na Politechnice Świętokrzyskiej. W 1999 objęła stanowisko adiunkta w Instytucie Zarządzania na Wydziale Zarządzania i Administracji Wyższej Szkoły Pedagogicznej w Kielcach, przekształconej następnie w Akademię Świętokrzyską i Uniwersytet Jana Kochanowskiego. W latach 2005–2012 pełniła funkcję prodziekana tego wydziału. W 2012 została wybrana prorektorem UJK do spraw rozwoju i finansów, w 2016 uzyskała reelekcję.
Odznaczona m.in. Medalem Komisji Edukacji Narodowej i Srebrnym Krzyżem Zasługi.

## Wybrane publikacje
- Aktywność podatkowa w zarządzaniu przedsiębiorstwem, Kielce 2006
- Koszty transakcyjne skarbowości. Analiza instytucjonalna kontraktów skarbowych, Kielce 2011